# Countdown to Ecstasy
Az 1973-as Countdown to Ecstasy a Steely Dan második nagylemeze. A lemezt koncertek között vették fel, két slágert produkált, a Show Biz Kids-t és a My Old School-t.
Az album eredetileg kétsávos sztereó minőségben jelent meg, továbbá speciális kvadrofonikus keverésben. A két kiadás között különbség van.
Szerepel az 1001 lemez, amit hallanod kell, mielőtt meghalsz című könyvben.

## Az album dalai
| 1. | Bodhisattva     | Walter Becker, Donald Fagen | 5:19 |
| 2. | Razor Boy       | Becker, Fagen               | 3:11 |
| 3. | The Boston Rag  | Becker, Fagen               | 5:40 |
| 4. | Your Gold Teeth | Becker, Fagen               | 7:02 |

| 1. | Show Biz Kids        | Becker, Fagen | 5:25 |
| 2. | My Old School        | Becker, Fagen | 5:47 |
| 3. | Pearl of the Quarter | Becker, Fagen | 3:50 |
| 4. | King of the World    | Becker, Fagen | 5:04 |

## Helyezés

### Album
| Év   | Lista                | Helyezés |
| ---- | -------------------- | -------- |
| 1973 | Billboard Pop Albums | 35       |

### Kislemezek
| Év   | Kislemez      | B-oldal              | Katalógusszám | Lista                 | Helyezés |
| ---- | ------------- | -------------------- | ------------- | --------------------- | -------- |
| 1973 | My Old School | Pearl Of The Quarter | ABC 11396     | Billboard Pop Singles | 63       |
| 1973 | Show Biz Kids | Razor Boy            | ABC 11382     | Billboard Pop Singles | 61       |

## Közreműködők
- Donald Fagen – zongora, elektromos zongora, szintetizátor, ének
- Walter Becker – elektromos basszusgitár, szájharmonika, ének
- Ray Brown – nagybőgő a Razor Boy-on
- Denny Dias – gitár, Stereo Mixmaster General
- Jeff "Skunk" Baxter – gitár, pedal steel gitár
- Ben Benay – akusztikus gitár
- Rick Derringer – slide gitár a Show Biz Kids-en
- Jim Hodder – dob, ütőhangszerek, ének
- Victor Feldman – vibrafon, marimba, ütőhangszerek
- Ernie Watts – szaxofon
- Johnny Rotella – szaxofon
- Lanny Morgan – szaxofon
- Bill Perkins – szaxofon
- Sherlie Matthews – háttérvokál
- Myrna Matthews – háttérvokál
- Patricia Hall – háttérvokál
- David Palmer – háttérvokál
- Royce Jones – háttérvokál
- James Rolleston – háttérvokál
- Michael Fennelly – háttérvokál
- Jake Richardson – kolomp

## Fordítás
Ez a szócikk részben vagy egészben a Countdown to Ecstasy című angol Wikipédia-szócikk ezen változatának fordításán alapul.  Az eredeti cikk szerkesztőit annak laptörténete sorolja fel. Ez a jelzés csupán a megfogalmazás eredetét és a szerzői jogokat jelzi, nem szolgál a cikkben szereplő információk forrásmegjelöléseként.